# Imqaret

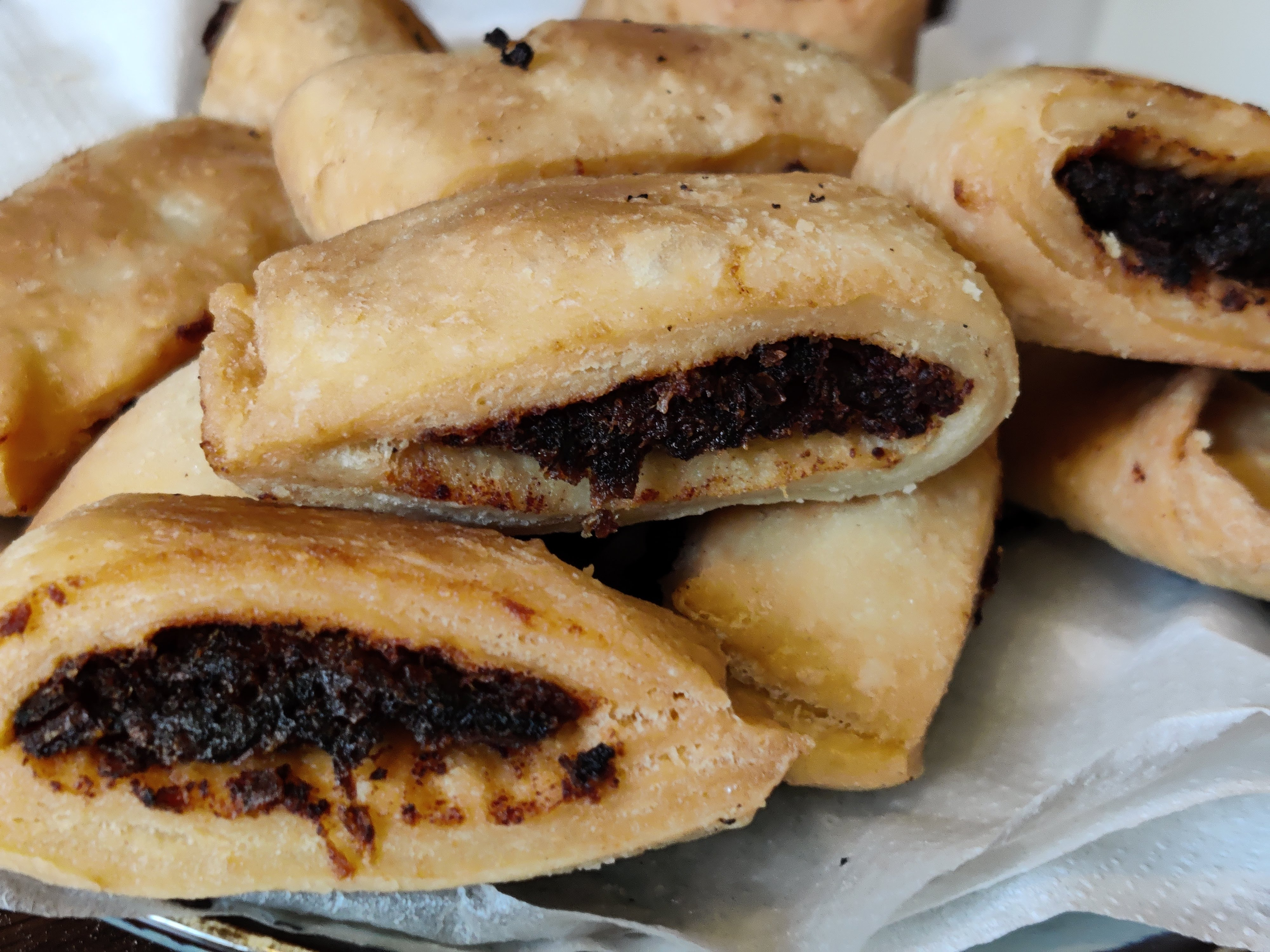
Imqaret casolans, una pasta tradicional maltesa amb farcit de dàtils

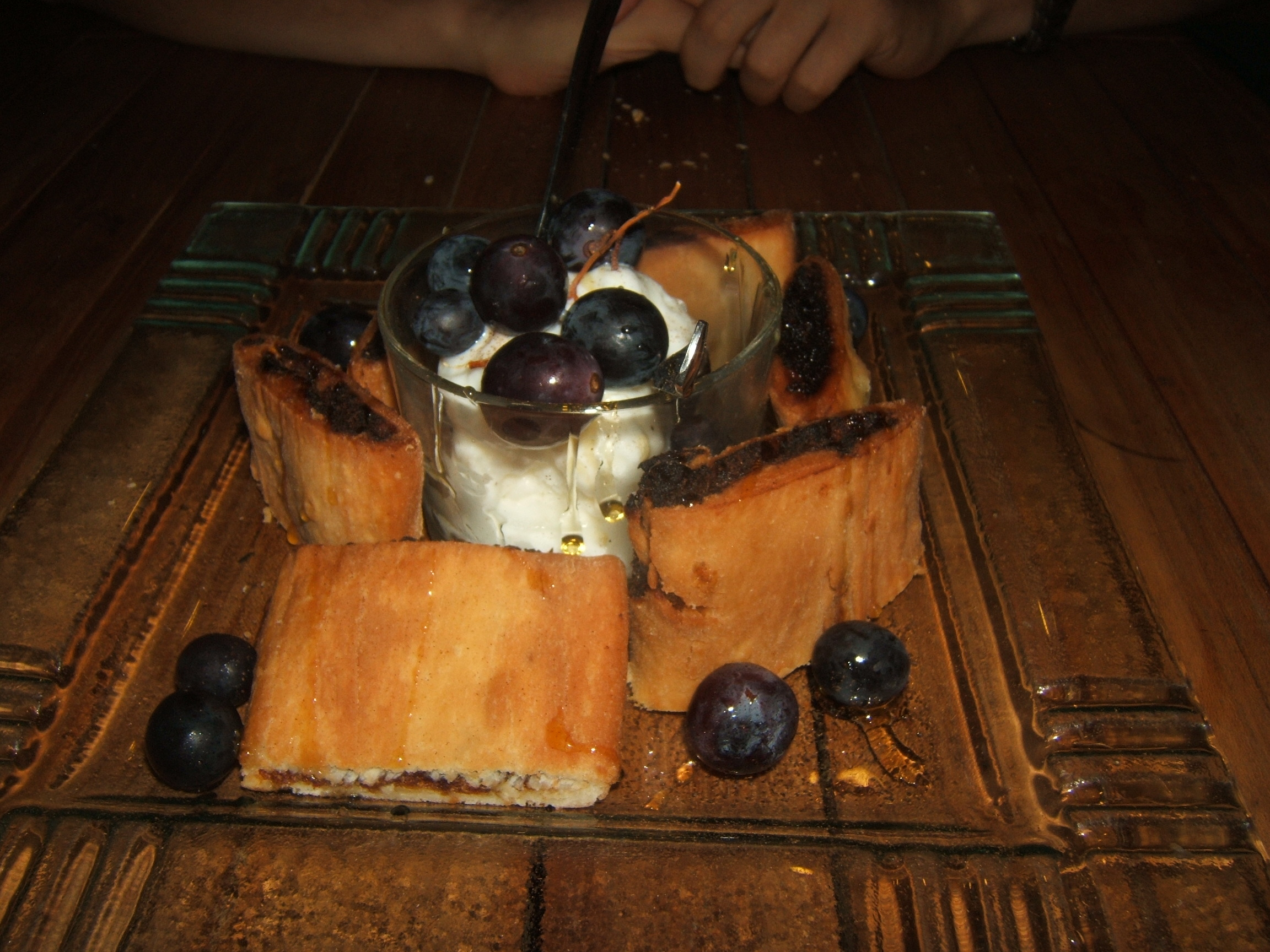
Imqaret servits amb gelat

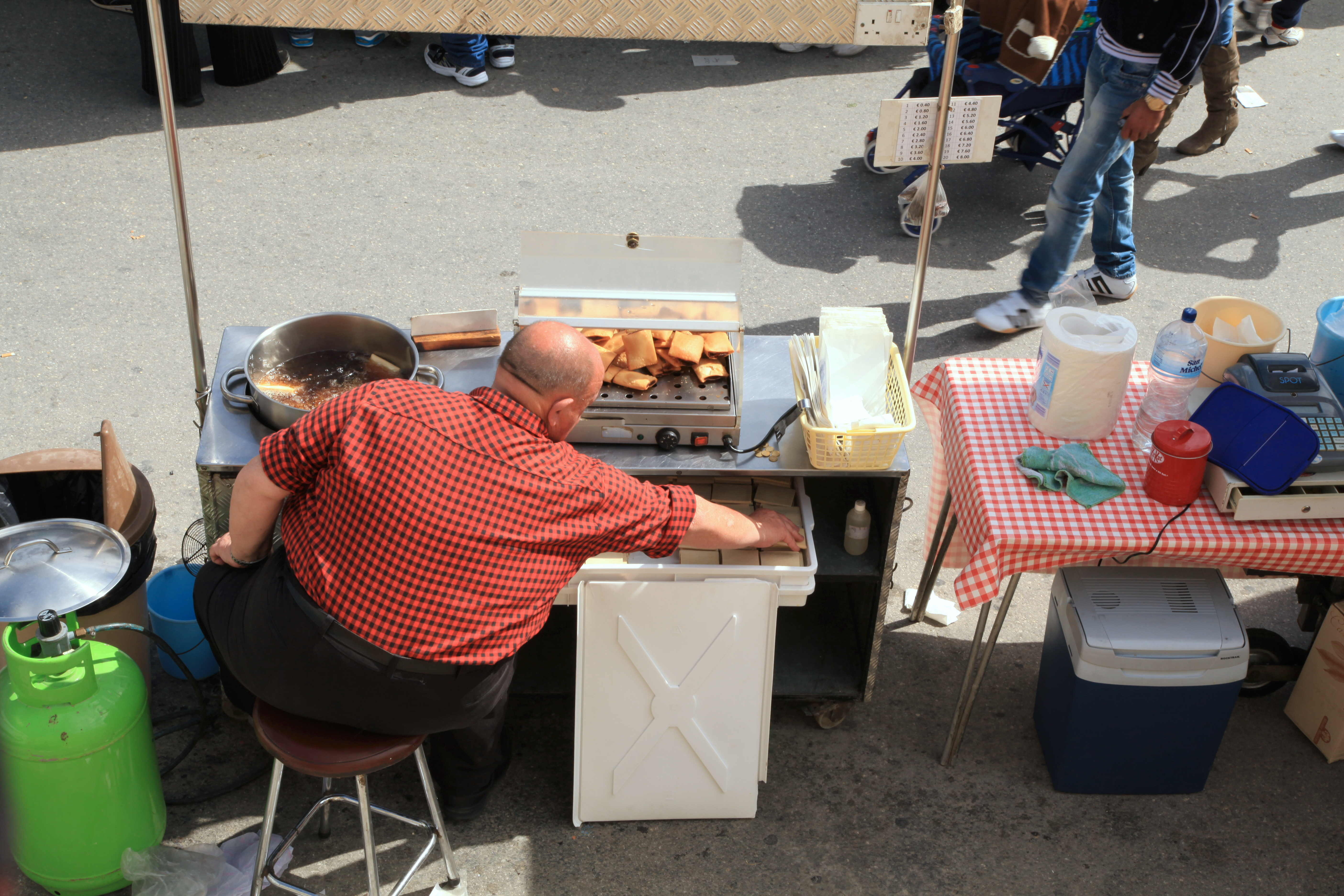
Venedor ambulant d'imqaret aMarsaxlokk

Els Imqaret (AFI: [ɪmˈʔarɛt]) són dolços tradicionals de la cuina maltesa fets amb pasta i un farcit de dàtils. La paraula imqaret, en maltès, és el plural de maqrut ("amb forma de diamant") i fa referència a la forma romboïdal d’aquests dolços —encara que sovint es venen de forma rectangular. Són molt populars a Malta i es venen en mercats ambulants, així com en festes populars, i en alguns casos se serveixen amb gelat.
Es fregeixen en oli i normalment s’aromatitzen amb matafaluga i llor. Es preparen individualment, tot plegant la pasta, al centre de la qual es col·loca el farcit. Com que la pasta és llarga, es talla a porcions un cop fregida.
Els imqaret són d’origen àrab i varen ser introduïts a Malta entre l’any 870 i el segle XI. Un dolç similar anomenat macrud existeix a Tunísia, a Algèria i al Marroc.